# 朴成赫
朴成赫（Pak Sung-hyok、1990年5月30日 - ）は、北朝鮮のサッカー選手。元北朝鮮代表。ポジションはディフェンダー。

## 来歴
2009年に北朝鮮代表デビュー、3試合に出場した。翌年の2010 FIFAワールドカップのメンバーにも選ばれた。

## 代表歴

### 出場大会
- 北朝鮮代表
  - 2010 FIFAワールドカップ

### 試合数
- 国際Aマッチ 3試合 0得点（2009年）[1]

| 北朝鮮代表 | 国際Aマッチ | 国際Aマッチ |
| 年         | 出場        | 得点        |
| ---------- | ----------- | ----------- |
| 2009       | 3           | 0           |
| 通算       | 3           | 0           |